# La Fabuleuse Histoire des sciences au Québec
La Fabuleuse Histoire des sciences au Québec est une émission de télévision québécoise en dix épisodes de 15 minutes présentée à partir du 14 septembre 2022 sur la chaîne Savoir média.

## Synopsis
La série documentaire présente 100 ans d'avancées scientifiques au Québec, des années 1920 à 2010. Chacun des 10 épisodes est consacré à une décennie et expose des avancées scientifiques précises, dans des domaines scientifiques variés.

## Épisodes
Chaque épisode se consacre à une décennie et à une avancée scientifique majeure réalisée au Québec.

### Les années 1920: en avant la science!
L'épisode raconte comment le Frère Marie-Victorin, entre autres, a participé à la création de l'Acfas et du Jardin botanique de Montréal.

### Les années 1930: un vaccin qui sauvera bien des vies
L'épisode se penche sur la tuberculose et, plus généralement, l’histoire des maladies infectieuses et des efforts pour les combattre. On y raconte comment Armand Frappier a fondé en 1938 l’Institut de microbiologie et d’hygiène de Montréal, qui deviendra plus tard l’INRS-Institut Armand-Frappier.

### Les années 1940: un laboratoire secret sur les flancs du Mont Royal
L'épisode raconte la création en 1943, en pleine Seconde Guerre mondiale, du laboratoire secret de recherche sur les piles atomiques à l’Université de Montréal.

### Les années 1950: une planète plus fragile qu'on ne l'imaginait!
Cet épisode se concentre sur Pierre Dansereau, qui a publié en 1957 Biogeography: an ecological perspective, où il établit de façon claire et pour la première fois le concept d’écosystème.

### Les années 1960: la science se fait pop!
L'épisode narre la création du magazine Québec Science et du métier de journaliste scientifique, incarné par Fernand Seguin.

### Les années 1970: la psychiatrie légale prend son essor
Cet épisode raconte comment, en 1971, le Québec est devenu une figure de proue dans le domaine de la psychiatrie criminelle avec la création de l’Institut Philippe-Pinel.

### Les années 1980: la science se mobilise contre le sida
Cet épisode raconte comment, lors de la lutte conte le sida, les Drs Bernard Belleau et Mark Wainberg ont participé à l'identification et à la synthèse de l'antiviral 3TC.

### Les années 1990: un nouveau musée, de nouvelles rencontres!
Cet épisode raconte la création du musée Pointe-à-Callière, cité d'archéologie et d'histoire de Montréal.

### Les années 2000: quand recherche et militantisme se rencontrent!
Cet épisode raconte comment les sciences sociales ont contribué à l'évolution de la société, notamment en matière des droits des personnes LGBTQIA+.

### Les années 2010: le futur c'est maintenant!
Cet épisode parle de l'inauguration de l’Institut québécois d’intelligence artificielle (MILA) en 2016.

## Financement
La série a été produite avec la participation de l'Acfas et en collaboration avec les Fonds de recherche du Québec.